# Colutea afghanica
Colutea afghanica là một loài thực vật có hoa trong họ Đậu. Loài này được Browicz miêu tả khoa học đầu tiên.